# Otto Wutzel
Otto Wutzel (* 17. Juli 1918 in Hadersdorf-Weidlingau; † 5. Dezember 2013) war ein österreichischer Kunsthistoriker und Beamter.

## Leben und Wirken
Otto Wutzel studierte Geschichte, Germanistik und Kunstgeschichte und trat 1948 in den oberösterreichischen Landesdienst ein, wo er im Landesarchiv und später in der Abteilung Kultur und Presse arbeitete. Als Initiator der Hypo-Galerie schuf er in den 1970er- und 1980er-Jahren ein Forum für die Avantgarde. Als Beamter setzte er sich für Denkmalpflege und Bildende Kunst ein, organisierte die Albrecht-Altdorfer-Ausstellung in St. Florian mit dem Titel Die Kunst der Donauschule mit letztlich 500.000 Besuchern und legte damit den Grundstein für die folgenden oberösterreichischen Landesausstellungen. 1968 begann er mit dem Aufbau der Presseabteilung der oberösterreichischen Landesregierung. Er wurde am St. Barbara-Friedhof in Linz bestattet.

## Publikationen (Auswahl)
Otto Wutzel ist Autor bzw. Mitautor zahlreicher Kulturpublikationen und Verfasser zahlreicher Artikel in verschiedenen Kulturmedien:
- Oberösterreichisches Landesmuseum, Otto Wutzel (Schriftleiter): 1200 Jahre Kremsmünster, Stiftsführer zu Geschichte, Kunstsammlungen und Sternwarte, 1. bis 5. Auflage, 326 S, Linz 1977
- Amt der oberösterreichischen Landesregierung, Otto Wutzel (verantwortlich für den Inhalt): Die Kunst der Donauschule (1490 bis 1540), Ausstellung des Landes Oberösterreich im Stift St. Florian und im Schlossmuseum Linz, 14. Mai bis 17. Oktober 1965, Katalog 1. bis 3. Auflage 1965 XXIII S, 16 Tafeln, 295 S, 60 Seiten Abbildungen, Linz 1965
- Amt der oberösterreichischen Landesregierung (Herausgeber), Otto Wutzel (Gesamtredaktion): Die Linzer Donaubrücken, Festschrift zur Fertigstellung und Weihe der zweiten Linzer Donaubrücke im Dezember 1972, 157 S., Linz 1972
- Amt der oberösterreichischen Landesregierung, Abteilung Kultur und Presse in Zusammenarbeit mit der Gesellschaft Freunde der Photographie und ihrer Geschichte (Herausgeber), Otto Wutzel (Schriftleiter): Festschrift Photomuseum des Landes Oberösterreich, Photogeschichtliche Sammlung Hans Frank, 30 Bl., Linz und Bad Ischl 1978

## Ehrungen
- Ehrenmitglied der Mühlviertler Künstlergilde und Träger des Zülow-Ringes
- Österreichisches Ehrenkreuz für Wissenschaft und Kunst (1965) und Österreichisches Ehrenkreuz für Wissenschaft und Kunst I. Klasse (1978)
- Goldenes Verdienstzeichen des Landes Oberösterreich (1993)
- Kulturmedaille des Landes Oberösterreich (1996)
- Ehrenkonsulent der OÖ. Landesregierung (2011)